# Provertex kuehnelti
Provertex kuehnelti är en kvalsterart som beskrevs av Mihelcic 1959. Provertex kuehnelti ingår i släktet Provertex och familjen Scutoverticidae. Inga underarter finns listade i Catalogue of Life.